# Quadrastichus dasineurae
Quadrastichus dasineurae is een vliesvleugelig insect uit de familie Eulophidae. De wetenschappelijke naam is voor het eerst geldig gepubliceerd in 2009 door Doganlar, LaSalle, Sertkaya & Doganlar.